# Cleveland State University

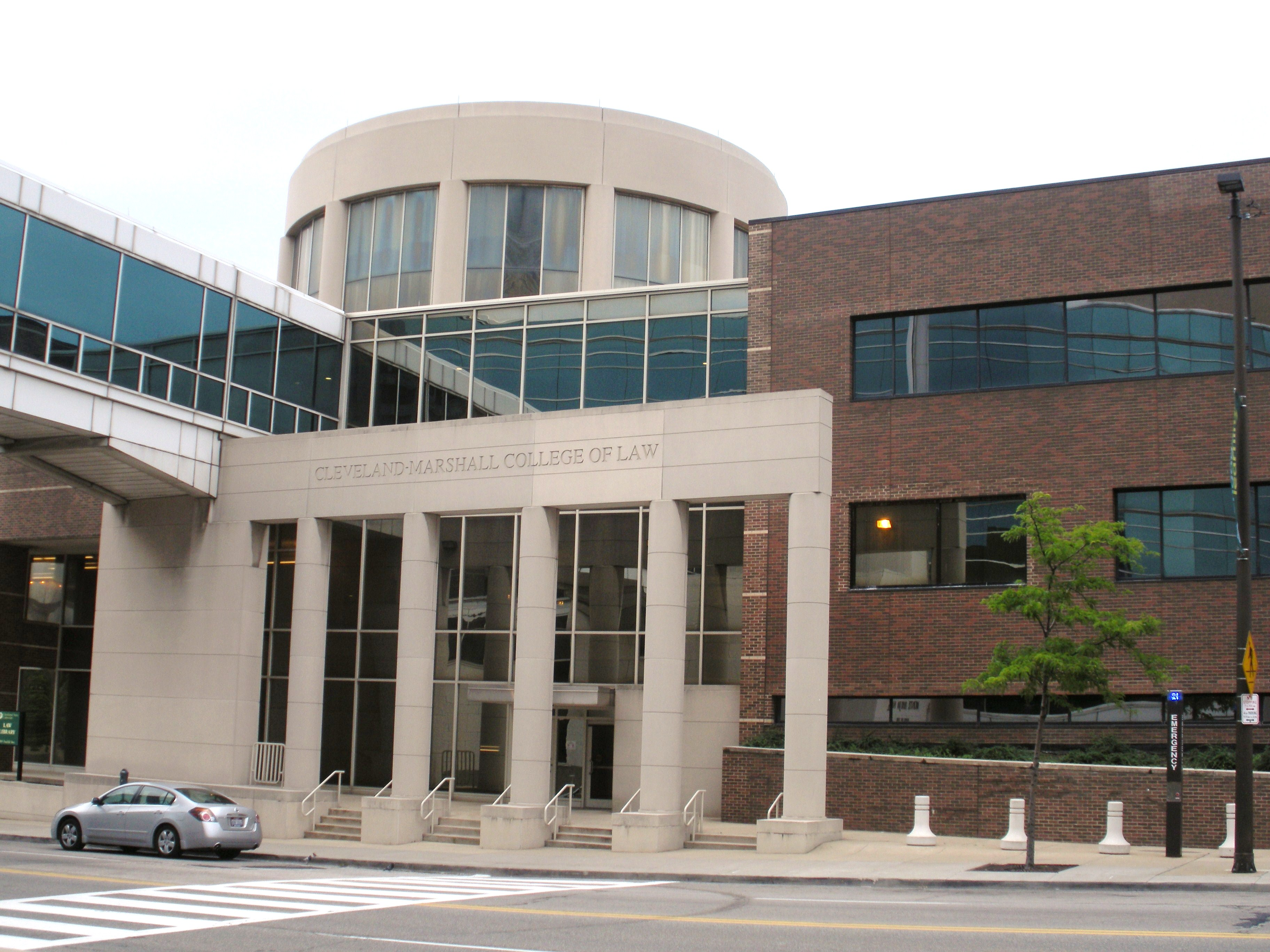
Cleveland Marshall College of Law der Cleveland State University

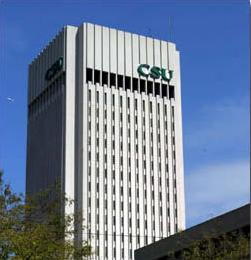
Der Rhodes Tower, ein Gebäude der Universität

Die Cleveland State University (kurz CSU) ist eine staatliche Universität in Cleveland im US-Bundesstaat Ohio. 1870 gegründet, sind an der Hochschule rund 15.000 Studenten eingeschrieben.

## Fakultäten
- Geistes- und Sozialwissenschaften
- Ingenieurwissenschaften (Fenn College of Engineering)
- Naturwissenschaften
- Pädagogik
- Rechtswissenschaften (Cleveland-Marshall College of Law)
- Stadtplanung (Maxine Goodman Levin College of Urban Affairs)
- Wirtschaftswissenschaften (Nance College of Business Administration)
- Graduate Studies

## Sport
Die Sportteams der CSU sind die Vikings. Die Hochschule ist Mitglied in der Horizon League.

## Absolventen
- Stipe Miocic (* 1982), MMA-Kämpfer (ohne Abschluss; wechselte zur Trevecca Nazarene University)
- Nina Turner (* 1967), Politikerin